# القوات المسلحة السلفادورية
القوات المسلحة السلفادورية هي القوات العسكرية للسلفادور. تتكون من الجيش، القوات البحرية، والقوات الجوية. بلغ عدد أفرادها النشطين في 2011 قرابة 17.000.